# マンチェスター・メトロリンクM5000形電車
マンチェスター・メトロリンクM5000形電車(マンチェスター・メトロリンクM5000がたでんしゃ)は、2009年12月21日に営業運転を開始したマンチェスター・メトロリンクのLRT車両である。

## 概要
2009年から2016年にかけて120両がバウツェンで製造され、ウィーンで最終組立と試験が行われた。第1編成は2009年7月13日に到着した。2014年5月に旧型の車両をすべて廃車し、全車両がM5000形に統一されている。車両形式は3000番台である。
ボンバルディア・トランスポーテーションのフレキシティ・スウィフト(高床タイプ)を採用した。ケルン・シュタットバーンやボン・シュタットバーンのK5000形をベースとしている。

## 車体
3車体3台車の連接車となっている。車体はフレキシティ・スウィフト標準のアルミニウム合金製である。ドアはプラグドアで、開閉時にブザーが鳴る。パンタグラフはA号車に設置されている。

## 走行機器類
制御装置は、キーペ・エレクトリック製のIGBT-VVVFインバータ制御である。
主電動機はTraktionssysteme Austria製の全閉自己通風式かご形三相誘導電動機を採用。駆動方式は2段減速のクイル式駆動方式を採用し、主電動機からの動力は歯車、中空軸カルダン継手、弾性継手を介して伝達される。主電動機と駆動装置は、モーター・ギアユニットとして一体化されている。この駆動ユニットはフォイト製であり、形式は120-SV-SZH418形である。